# Qualificazioni al campionato europeo maschile di calcio 1996 - Gruppo 7

## Classifica
| Pos | Squadra  | Pti | G  | V | N | P | GF | GS | DR  |
| --- | -------- | --- | -- | - | - | - | -- | -- | --- |
| 1   | Germania | 25  | 10 | 8 | 1 | 1 | 27 | 10 | +17 |
| 2   | Bulgaria | 22  | 10 | 7 | 1 | 2 | 24 | 10 | +14 |
| 3   | Georgia  | 15  | 10 | 5 | 0 | 5 | 14 | 13 | +1  |
| 4   | Moldavia | 9   | 10 | 3 | 0 | 7 | 11 | 27 | -16 |
| 5   | Albania  | 8   | 10 | 2 | 2 | 6 | 10 | 16 | -6  |
| 6   | Galles   | 8   | 10 | 2 | 2 | 6 | 9  | 19 | -10 |

## Risultati
| Data             | Luogo          | Squadra 1 | Risultato | Squadra 2 |
| ---------------- | -------------- | --------- | --------- | --------- |
| 7 settembre 1994 | Tbilisi        | Georgia   | 0 - 1     | Moldavia  |
| 7 settembre 1994 | Cardiff        | Galles    | 2 - 0     | Albania   |
| 12 ottobre 1994  | Chișinău       | Moldavia  | 3 - 2     | Galles    |
| 12 ottobre 1994  | Sofia          | Bulgaria  | 2 - 0     | Georgia   |
| 16 novembre 1994 | Tirana         | Albania   | 1 - 2     | Germania  |
| 16 novembre 1994 | Sofia          | Bulgaria  | 4 - 1     | Moldavia  |
| 16 novembre 1994 | Tbilisi        | Georgia   | 5 - 0     | Galles    |
| 14 dicembre 1994 | Chișinău       | Moldavia  | 0 - 3     | Germania  |
| 14 dicembre 1994 | Cardiff        | Galles    | 0 - 3     | Bulgaria  |
| 14 dicembre 1994 | Tirana         | Albania   | 0 - 1     | Georgia   |
| 18 dicembre 1994 | Kaiserslautern | Germania  | 2 - 1     | Galles    |
| 29 marzo 1995    | Tbilisi        | Georgia   | 0 - 2     | Germania  |
| 29 marzo 1995    | Sofia          | Bulgaria  | 3 - 1     | Galles    |
| 29 marzo 1995    | Tirana         | Albania   | 3 - 0     | Moldavia  |
| 26 aprile 1995   | Tbilisi        | Georgia   | 2 - 0     | Albania   |
| 26 aprile 1995   | Chișinău       | Moldavia  | 0 - 3     | Bulgaria  |
| 26 aprile 1995   | Düsseldorf     | Germania  | 1 - 1     | Galles    |
| 7 giugno 1995    | Sofia          | Bulgaria  | 3 - 2     | Germania  |
| 7 giugno 1995    | Cardiff        | Galles    | 0 - 1     | Georgia   |
| 7 giugno 1995    | Chișinău       | Moldavia  | 2 - 3     | Albania   |
| 6 settembre 1995 | Tirana         | Albania   | 1 - 1     | Bulgaria  |
| 6 settembre 1995 | Norimberga     | Germania  | 4 - 1     | Georgia   |
| 6 settembre 1995 | Cardiff        | Galles    | 1 - 0     | Moldavia  |
| 7 ottobre 1995   | Sofia          | Bulgaria  | 3 - 0     | Albania   |
| 8 ottobre 1995   | Leverkusen     | Germania  | 6 - 1     | Moldavia  |
| 11 ottobre 1995  | Tbilisi        | Georgia   | 2 - 1     | Bulgaria  |
| 11 ottobre 1995  | Cardiff        | Galles    | 1 - 2     | Germania  |
| 15 novembre 1995 | Berlino        | Germania  | 3 - 1     | Bulgaria  |
| 15 novembre 1995 | Tirana         | Albania   | 1 - 1     | Galles    |
| 15 novembre 1995 | Chișinău       | Moldavia  | 3 - 2     | Georgia   |